# 山伏峠石仏

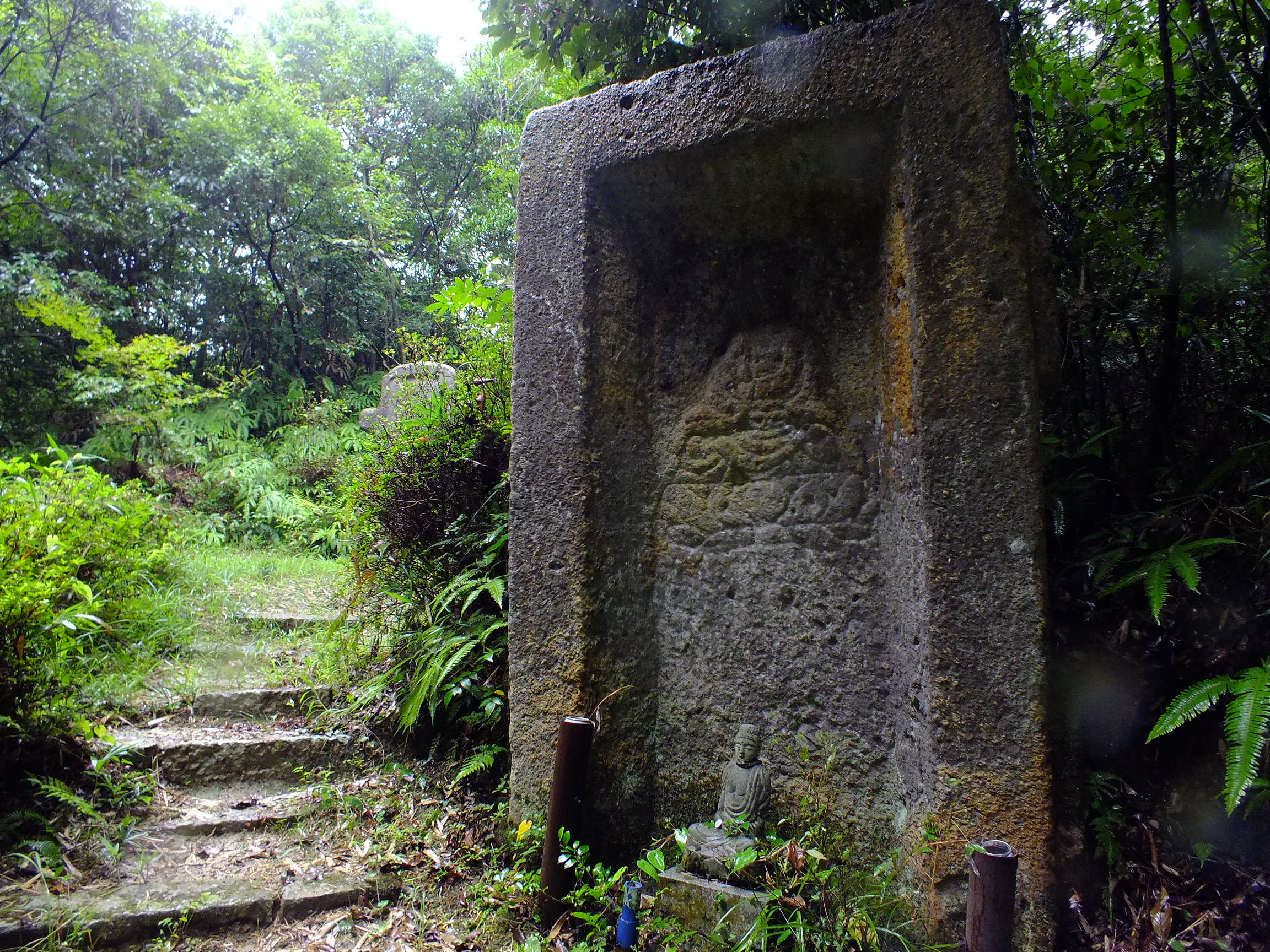
山伏峠石仏 家型石棺の石英粗面岩製、現高2.25m、幅1.24m、厚さ40cm。建武4年（1337年）。

山伏峠石仏（やまぶしとうげせきぶつ）は、兵庫県加西市玉野町の山伏峠にある2基の石棺仏。兵庫県指定文化財。ひとつは兵庫県下最大の石棺仏。

## 概要

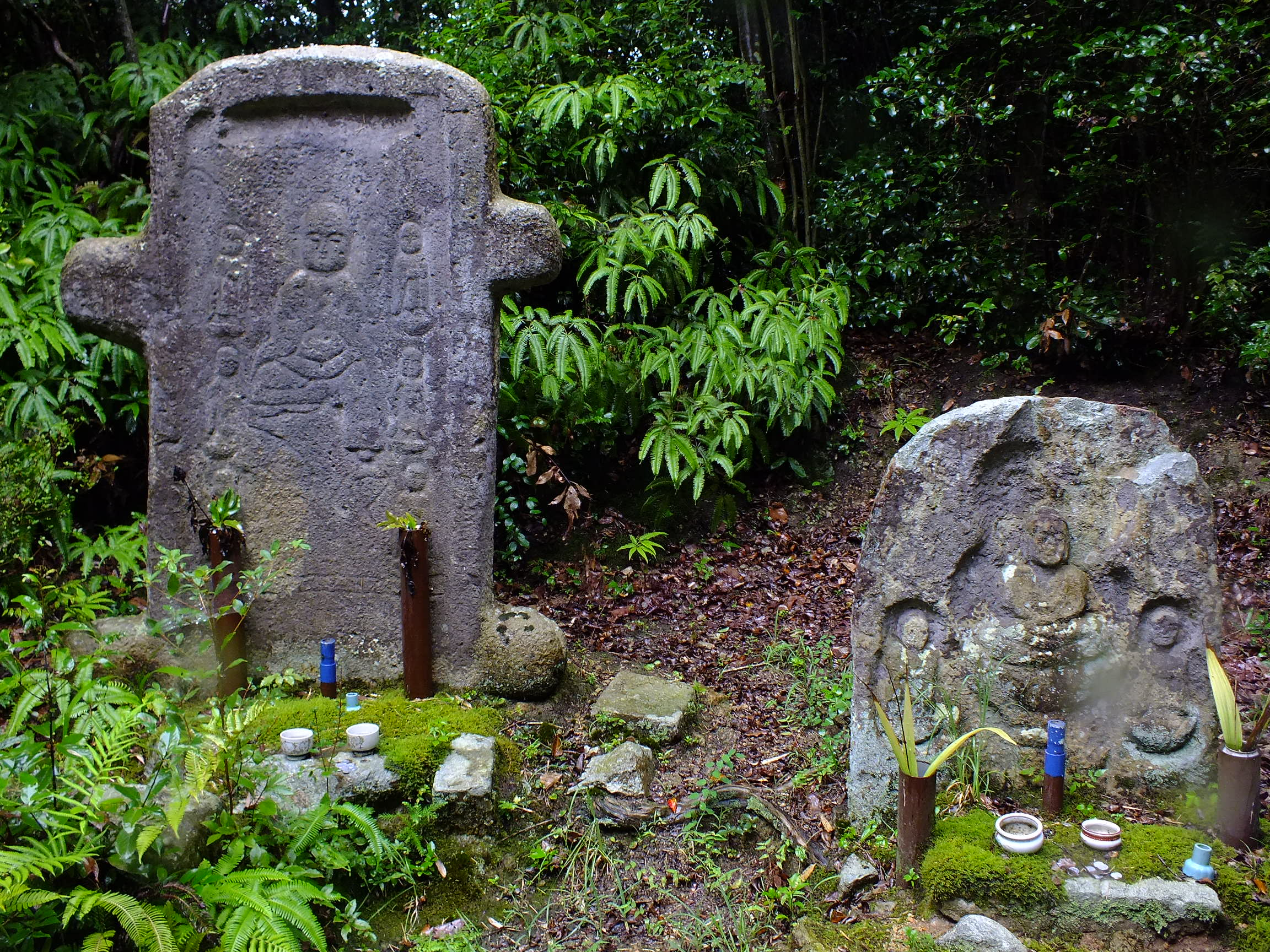
最後方の1基の長持型石棺（現高2.1m、幅1.05m、厚さ18cm）と石棺仏ではない3体の仏像が彫られた1基

南北朝時代の石棺仏2基と、中央に石棺仏ではない3体の仏像が彫られた1基の合計3基の石仏がある。刻銘などが風化により消えかかって入るものの、保存状態が良好で加西市内の数多い石仏の中でも貴重なものである。
山道寄りに立つ向かって右側の1基は、家型石棺の石英粗面岩製で、現高2.25m、幅1.24m、厚さ40cmあり、蓋石の内側には宝珠形の光背が陽彫され、蓮華座上に定印である阿弥陀座像が陽彫されている。建武4年（1337年）の刻印が確認されることから、制作年であると推定されている。
向かって左側、最後方の1基は長持型石棺で、現高2.1m、幅1.05m、厚さ18cmあり、蓋石の内面に地蔵半跏像が陽彫され、地蔵半跏像の左右両側には化仏である小像がそれぞれ3体ずつ、縦に3段に計6体が半肉彫りされている。さらに左右に2つずつ、計4つの縄かけ突起があるユニークな形状である。暦応元年(1338年)の刻銘が確認される。 加西市北条町小谷にある康永4年（1345年）作の小谷阿弥陀石棺仏（よばりこき地蔵）との類似性が指摘されている。

## 山伏峠石仏ギャラリー

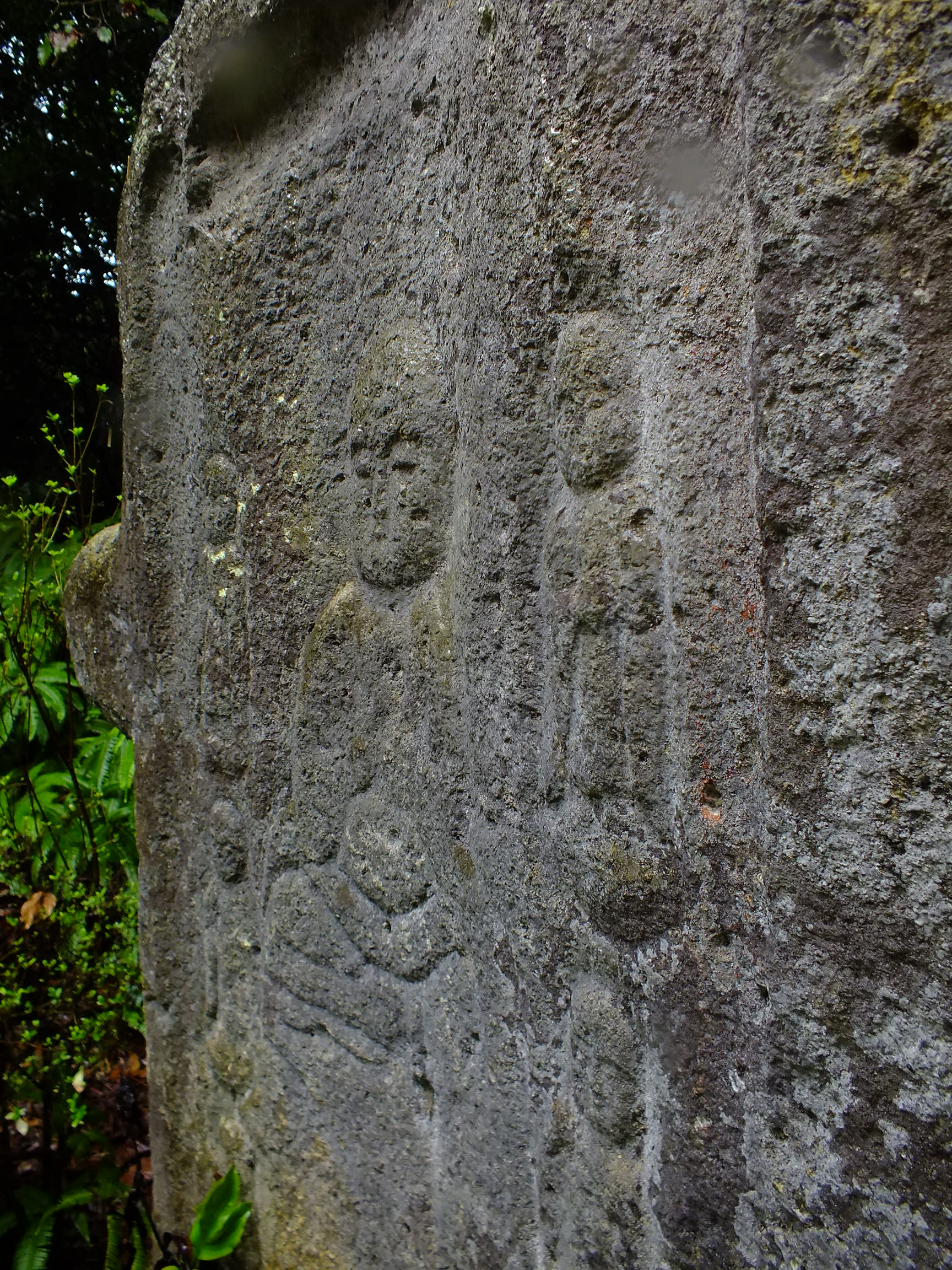
最後方の1基の長持型石棺（現高2.1m、幅1.05m、厚さ18cm）
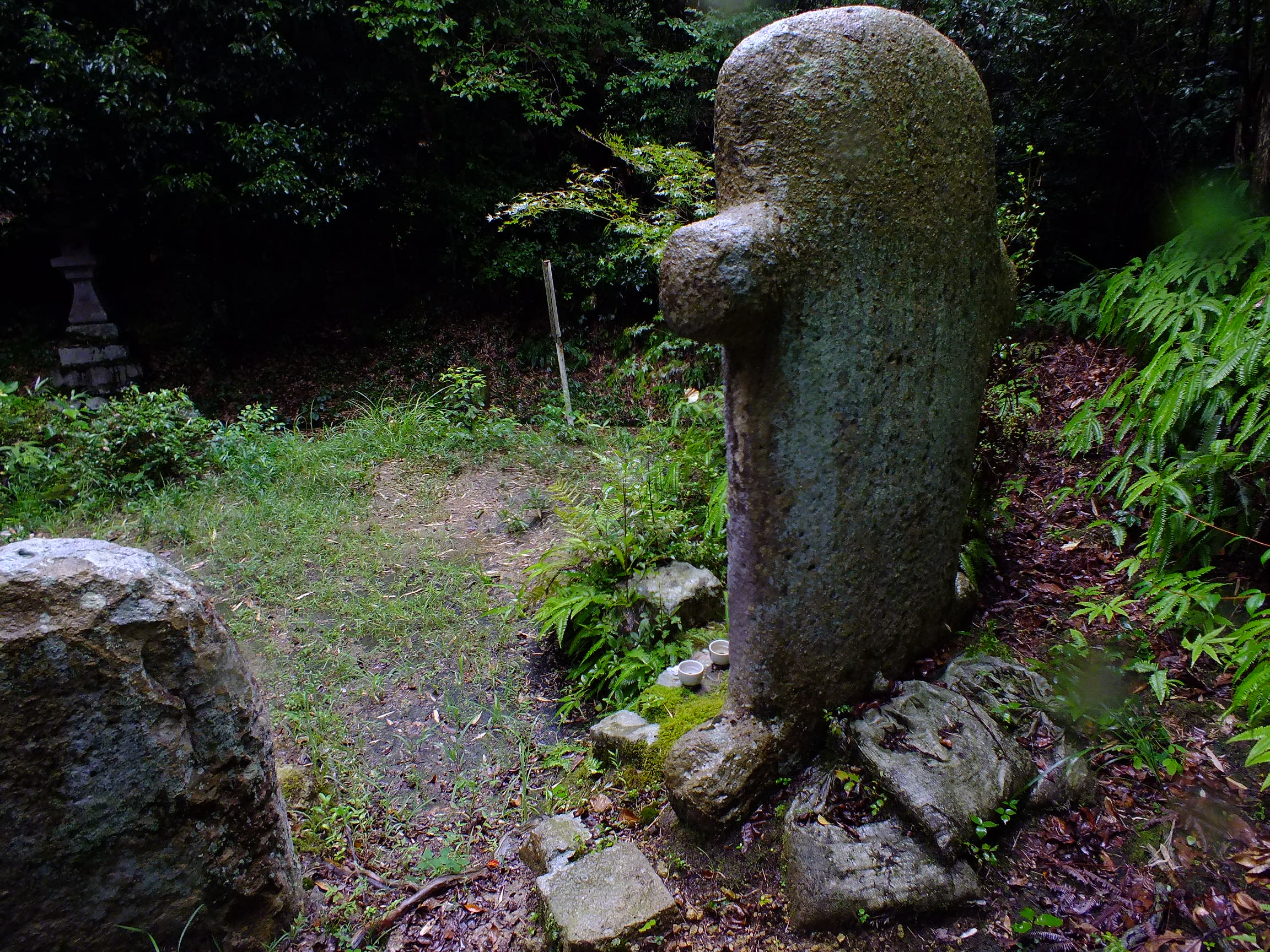
最後方の2基を背後から見る。
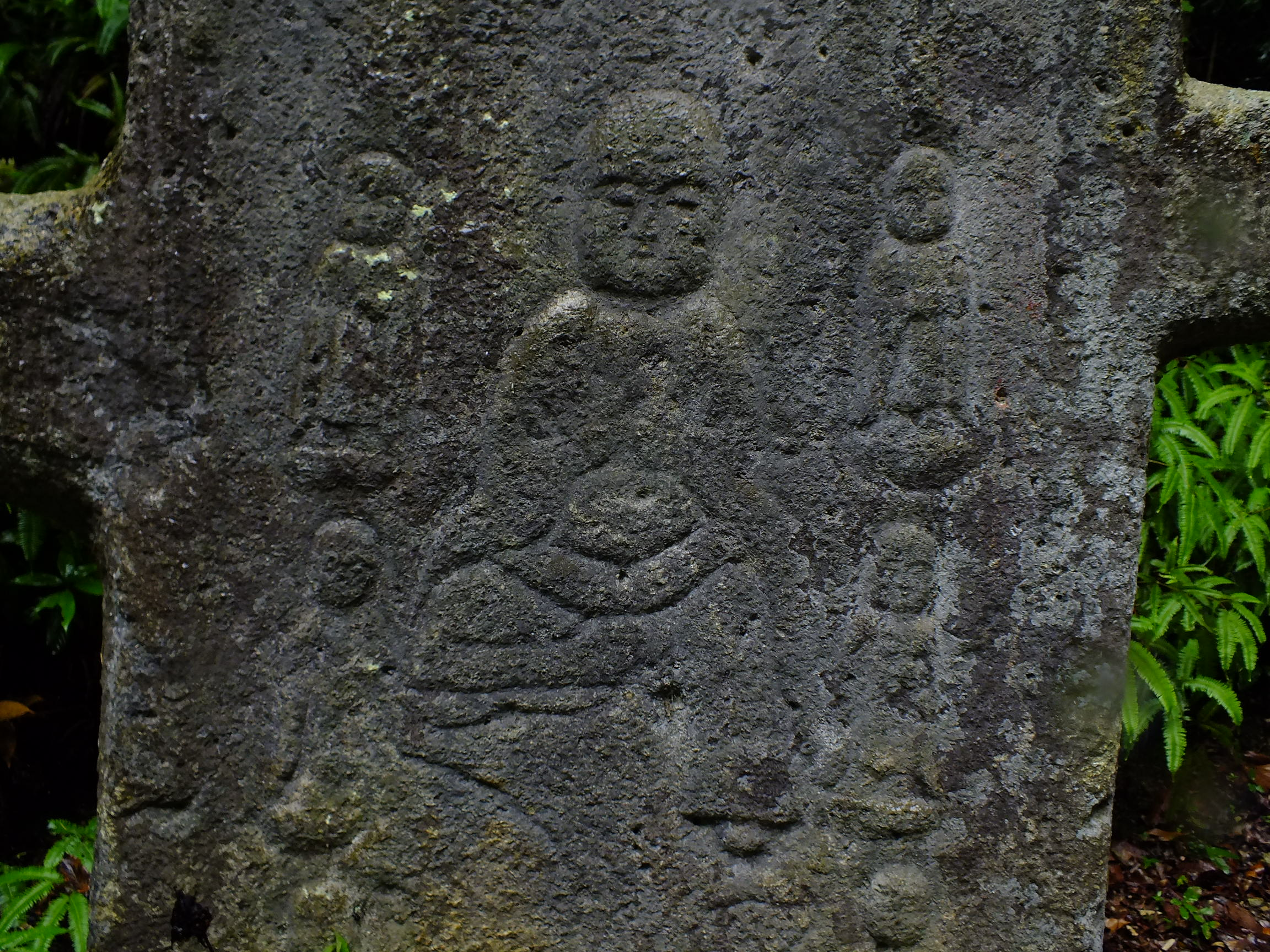
最後方の1基の長持型石棺のアップ。
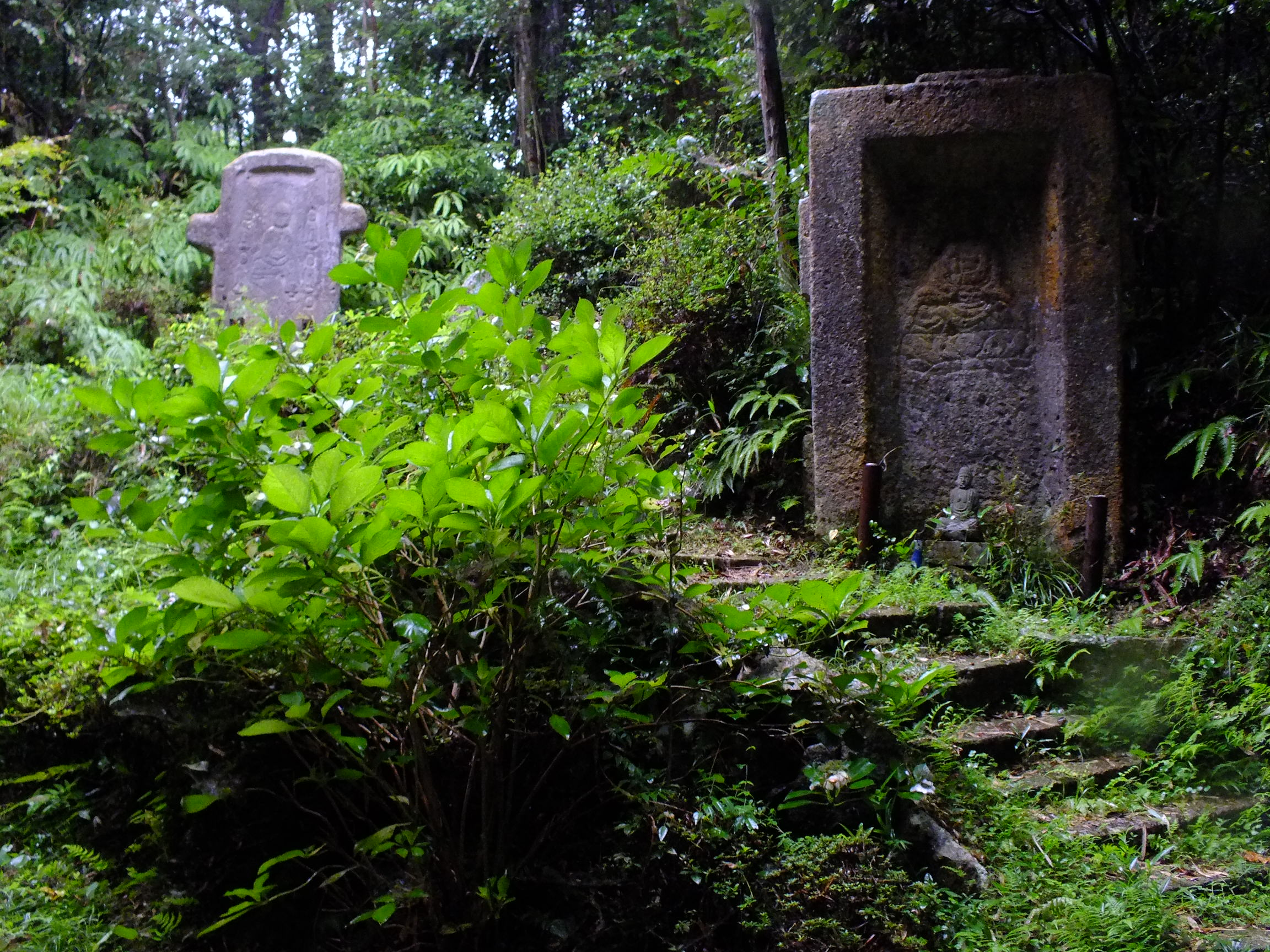
2基の長持型石棺を道側から見る。
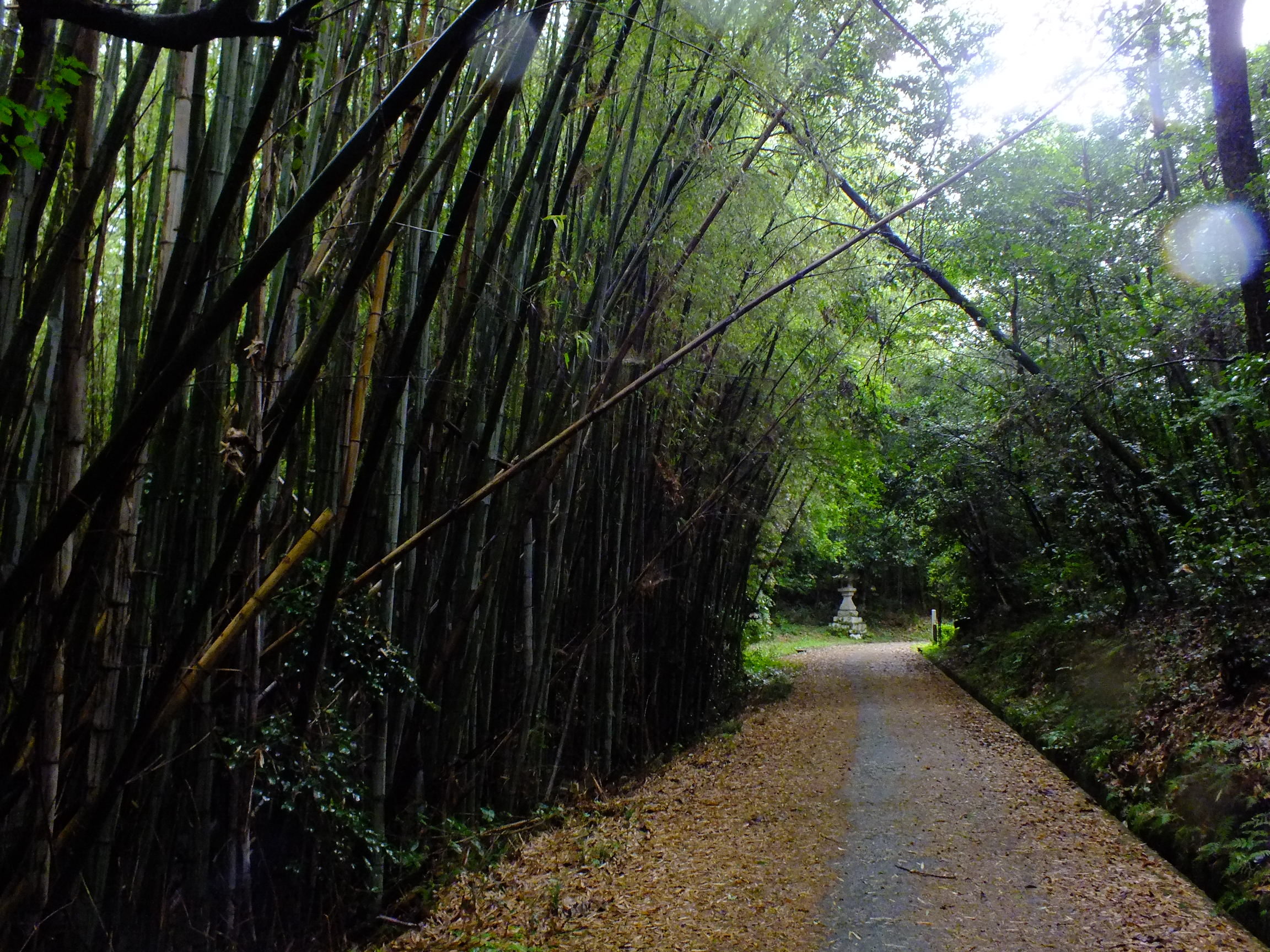
石仏のある山伏峠の竹藪の道。
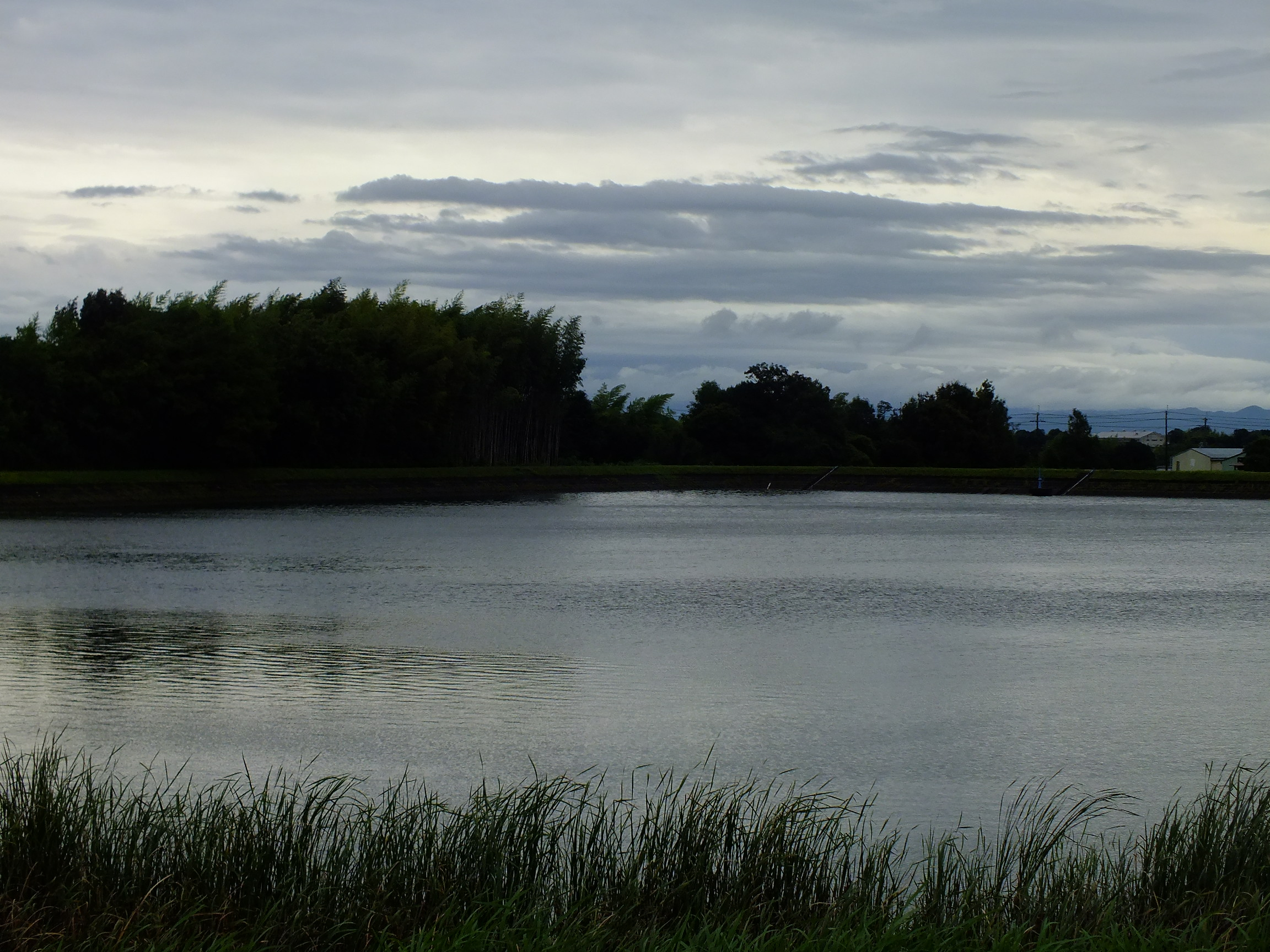
山伏峠への小路の起点にある野池。山伏峠へはアラジンスタジアムとすぐ東側のこの野池の間の小路を南下する。

## 交通アクセス
自動車:中国自動車道加西インターチェンジを出て左折、南下し、玉野交差点を右折。加西球場（アラジンスタジアム）手前の小道を左折し数100m。小道は自転車専用道路となっており、途中に車止めがある。

## 周辺情報
- 玉丘古墳群（ 玉丘史跡公園）
- 羅漢寺 (加西市)
- 酒見寺
- 兵庫県立フラワーセンター
- 鎌倉山 - 笠松山 - 善防山
- 古法華自然公園